# Humanistisk psykologi
Humanistisk psykologi er en psykologisk retning, der tager udgangspunkt i det hele menneske og forsøger at forstå og studere det særligt menneskelige i psyken. Tilgangen betoner menneskelig frihed, autonomi og individualitet og fokuserer på individets iboende potentiale for personlig vækst og selvrealisering. Humanistisk psykologi er en modreaktion på reduktionistiske og mekanistiske tilgange til mennesket og har haft en betydelig indflydelse på psykoterapi, pædagogik, ledelse og personlig udvikling. Humanistisk psykologi anvendes blandt andet praktisk i humanistisk psykoterapi og humanistisk pædagogik.

## Hovedtræk
Humanistisk psykologi er en skole inden for psykologien, der fokuserer på at forstå og studere menneskelig adfærd og oplevelse fra et humanistisk perspektiv. Denne tilgang til psykologi blev udviklet som en reaktion på de daværende dominerende teorier inden for psykologi, såsom behaviorisme og psykoanalyse, der fokuserede på ekstern adfærd og ubevidste drifter.
Nogle af de mest kendte skikkelser inden for humanistisk psykologi inkluderer Abraham Maslow og Carl Rogers. Humanistisk psykologi har haft en betydelig indflydelse på terapi og rådgivning, og dens principper har også fundet anvendelse i områder som uddannelse, ledelse og personlig udvikling.
Humanistisk psykologi fik betydelig betydning og vandt popularitet efter Anden Verdenskrig, især i 1950'erne og 1960'erne. Selvom humanistisk psykologi ikke direkte opstod som en reaktion på fascismen og nazismen, var den en del af en bredere bevægelse inden for psykologien og samfundet som helhed, der ville bevæge sig væk fra autoritære og deterministiske synspunkter og hen imod en mere menneskelig, respektfuld og individuel tilgang. Efter krigens traumer og den voldsomme autoritarisme, der blev oplevet denne periode, var der en bred interesse i samfundet for at genopbygge og fokusere på individets værdighed, frihed og selvudfoldelse.

## Grundlag
Humanistisk psykologi opstod i 1950'erne som reaktion på de to dominerende skoler indenfor pyskologien på daværende tidspunkt, behaviorisme (adfærdspsykologi) og psykoanalyse. Humanistisk psykologi opstod på baggrund af den filosofiske retning eksistentiel filosofi, og forfattere som Jean-Paul Sartre og Søren Kierkegaard. Med udgangspunkt i fænomenologi og intersubjektivitet, forsøger den humanistiske psykologi at anskue personer i deres helhed, og ikke blot i delelementer som kognition eller følelser. Humanistisk psykologi fokuserer på fundamentale emner i den menneskelige tilværelse, såsom identitet, frihed og selv.
Af centrale tænkere indenfor humanistisk psykologi kan nævnes Abraham Maslow, der formulerede et behovshieraki (kendt som behovspyramiden), Carl Rogers der udviklede den klient-centrerede terapi, og Fritz Perls der medvirkede til at skabe og udvikle gestaltterapien.
Humanistisk psykologi kaldes nogen gange den tredje kraft i psykologien, da den udviklede sig i opposition til behaviorismen og psykoanalysen. Således er humanistisk psykologi et modsvar til opfattelsen af, at mennesket er betinget af biologiske anlæg og opvækstvilkår. Det er altså ikke arv eller miljø, der betinger, hvad mennesker kan blive til, for de er frie til selv at bestemme. Derfor er barndommen heller ikke altafgørende som i psykoanalysen.

## Centrale ideer
Nøgleprincipperne i humanistisk psykologi inkluderer:

### Selvrealisering
Humanistiske psykologer tror på, at mennesker har en iboende trang til at realisere deres fulde potentiale og blive den bedste version af sig selv. Dette kaldes selvrealisering. Dette begreb er tæt knyttet til ideen om personlig vækst og selvudvikling. Ifølge humanistiske psykologer er selvrealisering en grundlæggende menneskelig drivkraft, der motiverer os til at opnå vores højeste mål og stræbe efter at blive de mest autentiske versioner af os selv.

### Selvkoncept
Selvkonceptet refererer til den opfattelse, en person har af sig selv, herunder deres værdier, overbevisninger og selvværd. En positiv selvopfattelse anses for at være vigtig for trivsel.

### Personlig vækst
Humanistisk psykologi fokuserer på at støtte individuel vækst og udvikling. Terapeuter, der arbejder inden for denne tilgang, søger at hjælpe klienter med at udforske og forstå deres egne følelser og tanker for at opnå personlig vækst.

### Fri vilje
Humanistiske psykologer mener, at mennesker har fri vilje og er i stand til at træffe valg baseret på deres egne ønsker og værdier. Inden for humanistisk psykologi er "fri vilje" det koncept, at mennesker har evnen til at træffe valg og beslutninger uafhængigt af ydre påvirkninger eller deterministiske faktorer. Dette står i kontrast til nogle andre psykologiske teorier, der kan betragte menneskelig adfærd som primært styret af ydre faktorer, som f.eks. tidligere erfaringer, instinkter eller sociale omgivelser.

### Empati og accept
Terapeuter, der anvender humanistiske tilgange som Carl Rogers' klientcentrerede terapi, lægger vægt på at udvise empati og acceptere klienterne uden dom. Dette skaber et støttende terapeutisk miljø.

## Anvendelsesområder

### Humanistisk psykoterapi og klinisk psykologi
Den humanistiske psykologi er grundlaget for den humanistiske psykoterapi. Denne rummer forskellige skoler som den personorienterede psykoterapi og oplevelsesorienterede psykoterapi samt gestaltterapi. Disse er alle psykologiske metoder til håndtering af psykiske lidelser gennem samtale. De er også alle inspirerede af filosofien i form af eksistentiel filosofi og fænomenologi, der begge er et alternativ til naturvidenskab.
De humanistiske psykoterapier adskiller sig fra natur- og neurovidenskabelige psykoterapier ved at se på klientens oplevelse, sådan som han eller hun oplever den. I modsætning til psykoanalysen søger terapeuten altså ikke årsagen i barndommen, og i modsætning til adfærdsterapi, kognitiv terapi eller neuropsykoterapi ser man heller ikke oplevelserne som virkninger af adfærd, tankeprocesser eller hjernefunktioner.
Det giver mulighed for at forstå klienten som et frit væsen, der kan handle i stedet for at være et produkt af sin barndom, sine gener eller sine kognitive funktioner.
Især den personorienterede psykoterapi ser klienten som en hel og fri person, der rummer muligheden for vækst. Den er ikke-direktiv og stoler på, at klienten selv kan finde løsningen med hjælp.
Den oplevelsesorienterede psykoterapi bruger ekspressive redskaber som rollespil og lignende.
I gestaltterapi fokuseres der på her-og-nu og udlevelse af problemer.

### Humanistisk pædagogik og pædagogisk psykologi
Den humanistiske psykologi er også grundlaget for humanistisk pædagogik. Den lægger vægt på, at barnet eller eleven er et helt menneske, hvis frihed og vækst skal fremmes i opdragelse og undervisning.
Der lægges vægt på, at eleven er mere end biologi og økonomi, og eleven må altid betragtes som et mål i sig selv.

### Ledelse og organisationspsykologi
Humanistiske principper har også fundet anvendelse inden for ledelsesteorier og praksis. Ledere, der indtager en humanistisk tilgang, værdsætter medarbejdernes individuelle behov og motivation. De søger at oprette en støttende arbejdsmiljø, hvor medarbejderne kan trives og realisere deres potentiale.

## Humanistisk psykologi i Danmark
Humanistisk psykologi har haft en betydelig indflydelse på psykologien i Danmark, især inden for områder som uddannelse, terapi og organisationsudvikling, siden 1960'erne og 1970'erne. Humanistisk psykologi har fremmet en kultur af selvudvikling og personlig vækst i Danmark. Dette kan ses i folks interesse for selvhjælpslitteratur, workshops og kurser, der fokuserer på at forbedre selvforståelse og livskvalitet.
Psykologen Bo Jacobsen har været vigtig for tilgangen, og han har skrevet en dansk introduktion til området. Heri kommer han både ind på Abraham Maslow, Carl Rogers og andre toneangivende repræsentanter. Bo Jacobsen var ikke alene psykolog men også PhD og dr. phil inden for sociologi. Han var i en længere årrække professor i sociologi ved Københavns Universitet, hvor han var leder af Center for Eksistens og Samfund.
En anden figur er psykologen Hanne Hostrup, der er født 1935 og er uddannet som psykolog og gestaltterapeut. Hun arbejder som privatpraktiserende psykolog og har blandt andet skrevet om gestaltterapi.
En tredje vigtig repræsentant er psykologen Niels Bagge, der især har beskæftiget sig med humanistisk psykoterapi, som han har skrevet flere artikler omkring. Bagge er uddannet cand. psych. fra Københavns Universitet.